# Filchneria tau
Filchneria tau är en bäcksländeart som först beskrevs av František Klapálek 1908.  Filchneria tau ingår i släktet Filchneria och familjen rovbäcksländor. Inga underarter finns listade i Catalogue of Life.